# Le Ruum
Le Ruum (titre original : The Ruum) est une nouvelle de science-fiction d’Arthur Porges, parue en octobre 1953.

## Publications

### Publications aux États-Unis
La nouvelle a initialement été publiée dans la revue The Magazine of Fantasy & Science Fiction no 29 en octobre 1953.

### Publications en France
La nouvelle est parue en France pour la première fois dans la revue Fiction no 5 en avril 1954.
Elle a ensuite été reprise dans les anthologies Univers de la science-fiction (1957), Les Chefs-d’œuvre de la science-fiction (1970) et Histoires de machines (1974).

## Résumé
Des extraterrestres visitent la Terre et y laissent un étrange robot scientifique, un « Ruum ». Cette machine a pour objet de capturer tout animal pesant 160 livres, plus ou moins 15 livres. Ainsi tout animal pesant entre 70 et 90 kg est capturé avant d'être embaumé aux fins d'analyses futures. Les extraterrestres ne sont jamais revenus sur notre planète, et le Ruum est présent depuis 100 millions d'années.
Un jour où il fait une randonnée, Jim Irwin tombe nez-à-nez avec le Ruum, qui le poursuit. En effet, Jil pèse 160 livres… Bien que n'allant pas très vite (environ 8 km/h), le Ruum poursuit Jim avec une vitesse constante et ne laisse pas de répit à Jim. Ce dernier tente de détruire la machine en lui tirant dessus avec son fusil et en l'écrasant sous un bloc de rocher, sans succès. Après plusieurs heures de traque, Jim est épuisé. Il est assis, contre un arbre, et regarde la machine arriver. Elle s'approche de lui, le prend dans ses pinces et le soulève : Jim est prêt à mourir. Puis la machine le redépose et s'en va. Jim est interloqué : que s'est-il passé ?
Il ignorera toute sa vie que la machine était réglée pour prendre les proies de 160 livres, à plus ou moins 15 livres. Jim, qui pesait 160 livres, a perdu 16 livres durant la traque…